# Ilharre
Ilharre es una comuna francesa, situada en el departamento de Pirineos Atlánticos y la región de Aquitania. Pertenece al território histórico vasco-francés de Baja Navarra.

## Demografía
| Gráfica de evolución demográfica de Ilharre entre 1800 y 2012 |
|                                                               |

Fuentes: Ldh/EHESS/Cassini e INSEE.